# Esperando la carroza (obra de teatro)
Esperando la carroza es una obra de teatro del escritor rumano-uruguayo Jacobo Langsner perteneciente al subgénero grotesco criollo.

## Cronología
Fue la primera obra del autor estrenada en la Comedia Nacional Uruguaya. Estrenada el 12 de octubre de 1962 en el Teatro Sala Verdi de la Comedia Nacional del Uruguay y dirigida por Sergio Otermin, esta «comedia de costumbres de humor negrísimo» según el crítico Gerardo Fernández sólo alcanzó 27 funciones. Debido a su contenido, la obra desató un fuerte rechazo de algunos críticos teatrales en tanto otros le daban la bienvenida. 
La crítica de El Día apuntó: «Increíble vulgaridad en la obra de Jacobo Langsner que estrenó la Comedia Nacional [...] disparate irrespetuoso, de colorido poco legítimo, que lleva su crítica boccaciesca de la clase media uruguaya, base de nuestra sociedad y de nuestro país a un grado de equivocación integra [...] Tres detonantes actos, que parecen que duran diez años y bajo la embozada apariencia del grotesco teatral, el autor abomina de las familias cristianas uruguayas, del culto tradicional que nuestra población rinde a sus muertos, y de otros sentimientos no menos arraigados».
Por su parte, Mario Trajtenberg ... una farsa robusta y divertida como hace mucho no se ve (en) una obra nacional. 
El reparto original de 1962 estuvo integrado por 
- Sergio / Dumas Lerena
- Elvira / Elena Zuasti
- Matilde / Toli Baliosián
- Jorge / Wagner Mautone
- Susana / Mery Greppi
- Antonio / Sancho Gracia
- Nora / Nelly Antúnez
- Emilia / Maruja Santullo
- Doña Gertrudis / Leila López
- Don Genaro / Lalo Gómez
- Doña Elisa / Carmen Casnell
- Mamá Cora / Blanca Abirad

Volvió a representarse en 1974 con gran éxito en el teatro Circular de Montevideo bajo la dirección de Jorge Curi. Su reposición se convirtió en un verdadero éxito teatral, permaneciendo en cartel durante siete años con una asistencia de público prácticamente sin precedentes. La crítica especializada lo consideró un hecho realmente excepcional.
El reparto de la versión de Jorge Curi estaba integrado por
- Sergio / Walter Reyno
- Elvira / Nidia Telles
- Matilde / Isabel Legarra
- Susana / Susana Castro
- Jorge / Carlos Frasca
- Nora / Gloria Demassi
- Antonio / Carlos Banchero
- Emilia / Amalia Lons
- Don Genaro / Justo Martínez
- Joven / Juan Graña
- Gertrudis / Cristina Prado
- Elisa / Adriana Rovira
- Pocha / Cristina López
- Señora sorda / Nuri Sorribas
- Señora anciana / Luisa Cataldo

En 2022, la Sala Verdi sirve de marco para una nueva puesta en escena de este clásico. Bajo la dirección de Jimena Márquez, el reparto se integra con:
- Sergio / Juan Antonio Saraví
- Elvira / Gabriela Iribarren
- Mamá Cora / Petru Valensky
- Felipe / Andrés Papaleo
- Susana / Jimena Vázquez
- Jorge / Luis Martínez
- Nora / Emilia Díaz
- Antonio / Diego Arbelo
- Matildita / Camila Giannotti
- Rosaura / Claudia Rossi
- Elisa / Fabiana Charlo

## Buenos Aires
La obra fue estrenada en Buenos Aires en 1975, dirigida por Villanueva Cosse en el Teatro del Centro, con Juan Manuel Tenuta y Adela Gleijer, Marisa Contantín, Susana Cart, Arturo Bonín, Lucrecia Capello y Eliseo Morán. 
En Buenos Aires subió a escena nuevamente en 1979 dirigida por Rubens W. Correa y en 2000 en el Teatro de la Ribera, con dirección de José María Paolantonio, con Victoria Carreras, Ana María Casó, María José Gabin, Rubén Stella, Manuel Vicente, Salo Pasik, Paula Llewellyn y Gonzalo Urtizberea. 
En 2024 bajo la dirección de Ciro Zorzoli y producción de RGB Enternainment, se presenta en el Teatro Broadway.
Elenco:
- Sergio / Pablo Rago
- Elvira / Paola Barrientos
- Mamá Cora / Martín Campilongo (Campi)
- Felipe /
- Susana / Ana Katz
- Jorge / Sebastián Presta, reemplazado después por Sebastián Mogordoy
- Nora / Valeria Lois
- Antonio / Mariano Torre
- Matildita /
- Rosaura /
- Elisa /

Sin clasificar aun: Andrés Granier, Milva Leonardi, Marina Castillo, Mayra Homar

### Televisión y cine
Fue adaptada para la televisión argentina en 1972 en una realización del ciclo Alta comedia, de canal 9, con interpretaciones de China Zorrilla, Pepe Soriano, Raúl Rossi, Dora Baret, Alberto Argibay, Lita Soriano, Alicia Berdaxagar, Marta Gam y la participación de la actriz y maestra de teatro austriaca Hedy Crilla (1898-1984) en el personaje de "Mamá Cora". 
En 1985 fue llevada al cine por Alejandro Doria, que la adaptó junto a su autor. La versión cinematográfica basada en este «grotesco rioplatense» reunió un elenco de figuras relevantes como Antonio Gasalla en el papel de "Mamá Cora" y que volvió a incluir a China Zorrilla en el personaje de "Elvira" y también a Juan Manuel Tenuta. El film ha adquirido la categoría de película de culto.